# Jurij Salnikow
Jurij Grigorjewicz Salnikow (ros. Юрий Григорьевич Сальников; ur. 6 czerwca 1950 w Tovuzie) – radziecki jeździec sportowy. Dwukrotny medalista olimpijski z Moskwy.
Specjalizował się we Wszechstronnym Konkursie Konia Wierzchowego. Igrzyska w 1980 były jego drugą olimpiadą. Cztery lata wcześniej był ósmy indywidualnie i piąty w drużynie. W Moskwie w konkursie indywidualnym zajął trzecie miejsce, w drużynie triumfował. Partnerowali mu Aleksandr Blinow, Siergiej Rogożin i Walerij Wołkow. W igrzyskach tych udziału nie brali jeźdźcy z niektórych krajów Zachodu, należący do światowej czołówki.

## Starty olimpijskie (medale)
Moskwa 1980
- WKKW, konkurs drużynowy (na koniu Pintset) –  złoto
- WKKW, konkurs indywidualny (Pintset) –  brąz